# 침묵의 날

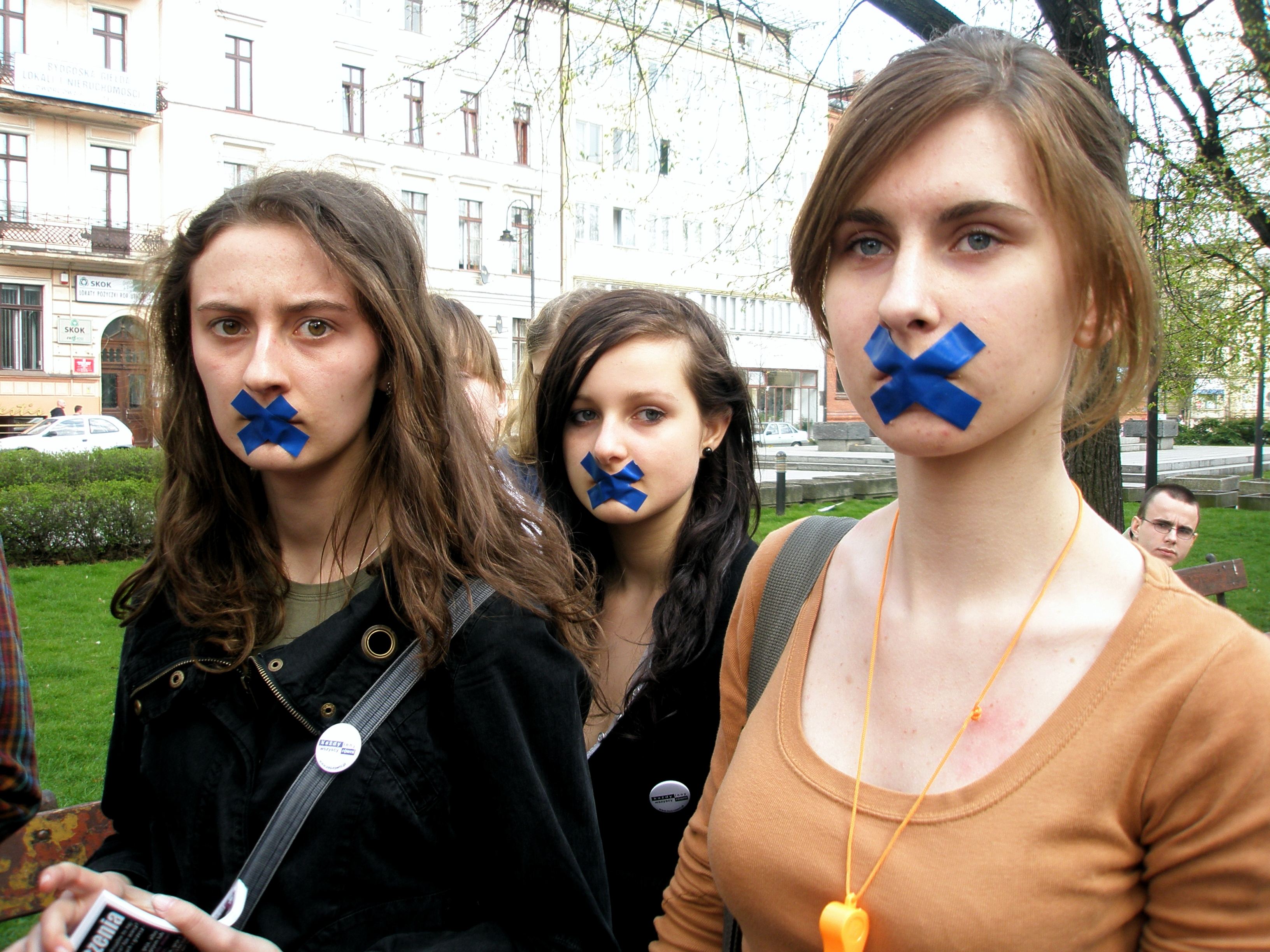
침묵의 날에 참여한 학생들

침묵의 날(Day of Silence)은 게이 레즈비언 이성애자 교육 연대(en)가 만든 날로, 게이, 레즈비언, 양성애자, 트랜스젠더인 학생에 대한 차별, 괴롭힘 등을 비난하며, 성소수자를 지지하는 날이다. 미국에서 1996년부터 매년 4월에 개최되며, 2010년에는 4월 16일, 2011년에는 4월 15일, 2012년에는 4월 20일에 개최되었다. 정해진 날 참여하는 학생들은 학교에서 하루 종일 침묵을 일관한다.

## 같이 보기
- 커밍아웃의 날
- 청소년 성소수자의 자살
- 트랜스젠더 추모의 날